# Pakol

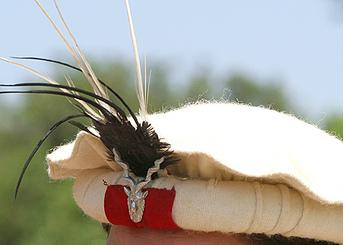
Een pakol als ceremoniële hoofdbedekking.

De Pakol (ook wel Pakul of Khapol in het Khowar) is een zachte, ronde hoed met een platte bovenkant. De pakol wordt door mannen gedragen en is meestal van wol. Vooral in het bergachtige grensgebied tussen Afghanistan en Pakistan wordt de pakol veel gedragen. De oorsprong van de pakol ligt vermoedelijk in Chitral, in wat tegenwoordig Pakistan is.

## Beschrijving

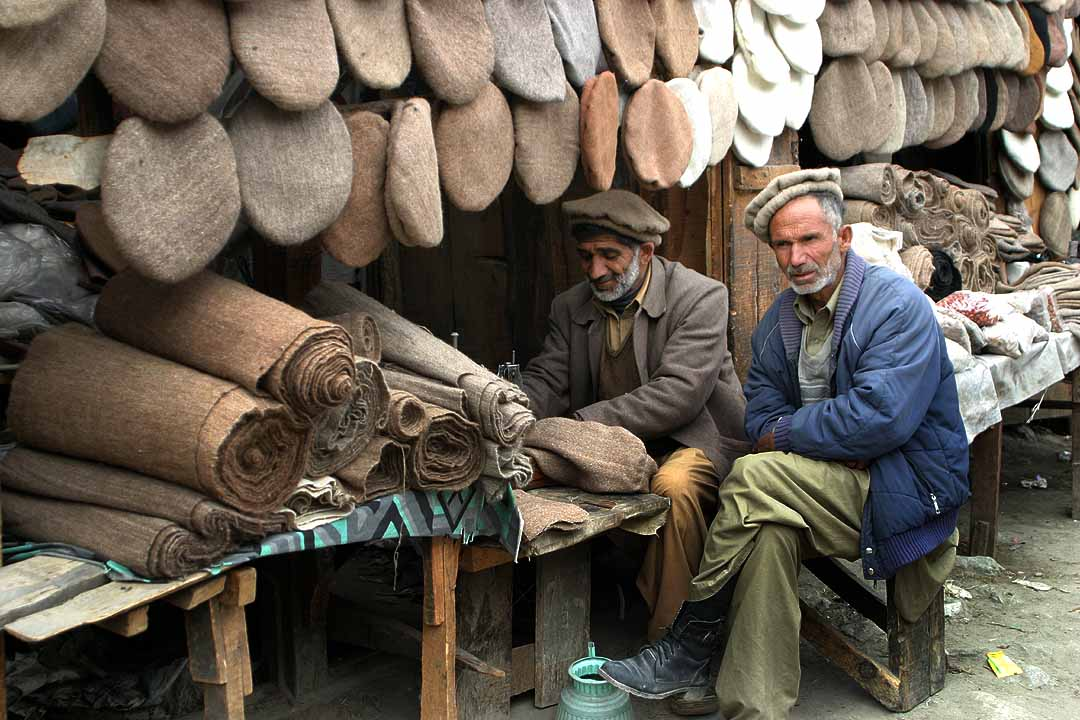
Pakol-verkopers in Pakistan

In essentie is de pakol een wollen zak met een platte onderkant, die in meer of mindere mate is opgerold. Door de pakol verder op te rollen, kan hij hoger op het hoofd worden gezet. Door de pakol af te rollen, kan hij over de oren en nek getrokken worden. Deze aanpasbaarheid, die aan een baret doet denken, maakt de pakol geschikt voor uiteenlopende omstandigheden: zowel voor koud winterweer als ter bescherming tegen felle zon. De natuurlijke wol zorgt voor een goede temperatuurregulatie van het hoofd. Dit maakt de pakol geschikt voor de omstandigheden in het ruige grensgebied tussen Afghanistan en Pakistan. De kleur van de pakol wordt normaliter als "aardachtig" omschreven: bruin, grijs, mosgroen of gebroken wit.

## Geschiedenis

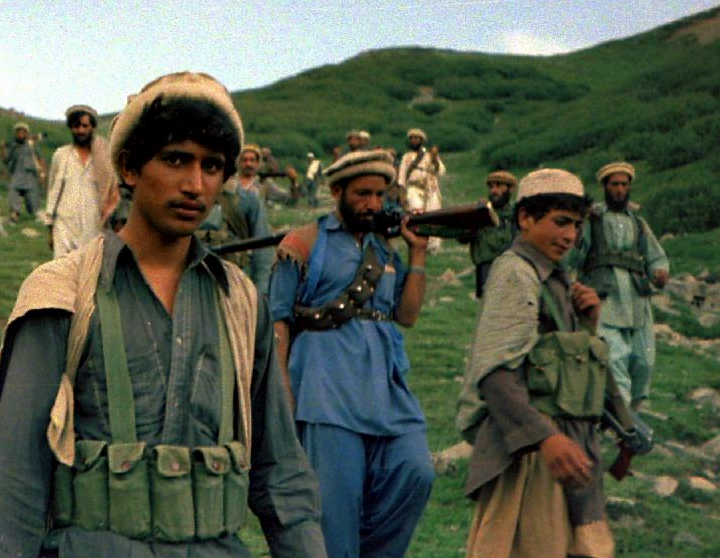
Moedjahedien met pakol

De oorsprong van de pakol ligt vermoedelijk in de Chitralvallei en Gilgit-Baltistan in noordelijk Pakistan. Vanwege de vorm wordt er dikwijls een link gezocht tussen de pakol en de Macedonische kausia. Deze hoed, die bekend is van afbeeldingen van soldaten van Alexander de Grote, vertoont sterke gelijkenissen met de pakol. Een mogelijke theorie is dat de soldaten van Alexander de Grote de pakol na hun veldtocht naar India hebben meegenomen naar Europa.
De pakol werd ook bekend als hoofdtooi van de Moedjahedien, die in de jaren tachtig in Afghanistan tegen de Sovjet-Unie vochten. Zo kreeg de pakol een politieke lading. En de pakol had evenzogoed een etnische component: hij werd vooral gedragen door de Tadzjieken uit het noorden van Afghanistan; in het zuiden van het land droeg de omvangrijke etnische Pasjtoe-bevolking overwegend een tulband als hoofdbedekking. De bekendste drager van de pakol was de Moedjahedien-aanvoerder Achmed Sjah Massoed. Na de verovering van Kaboel en de machtsovername door de Moedjahedien in 1992 werd de pakol de algemene hoofdbedekking voor mannen in de Afghaanse hoofdstad.